# Лампмен, Арчибалд
А́рчибалд Ла́мпмен — канадский поэт.
Родился в семье пастора, в деревне Морпет, вблизи Чатем-Кента. Учился в Тринити-колледже в Порт-Хоупе и Тринити-колледже в Торонто, где он окончил бакалавриат в 1882 году. После непродолжительного периода в качестве учителя он нашёл должность в почтовом отделении в Оттаве в 1883 году, которую он занимал до своей смерти в 1899 году.
Лампмен опубликовал свои первые стихи в студенческом журнале «Rouge et Noir», а затем в «The Week», «Atlantic Monthley», «Harper's» и «Scribner's». Поскольку он не мог найти издателя, он опубликовал свою первую книгу стихов «Among the Millet» в 1888 году. Вместе с Дунканом Кэмпбеллом Скоттом и Уильямом Уилфредом Кэмпбеллом он писал еженедельные колонки в 1892—1893 году под заголовком «At the Mermaid Inn» для журнала «Globe». Для своей второй книги стихов «Lyrics of Earth» («Лирика Земли», 1895) он нашёл издателя в Бостоне. Выходу в свет третьего сборника стихов «Alcyone and Other Poems» помешала ранняя смерть Лампмена. Он распространялся только в нескольких экземплярах, и его содержание было включено в сборник «The Poems of Archibald Lampman» (1900) его другом Скоттом.
Наряду с Чарльзом Робертсом (1860–1943), Блиссом Карменом (1861–1929) и Дунканом Кэмпбеллом Скоттом (1862–1947), Лампмена причисляют к «поэтам Конфедерации» — группе поэтов, родившихся во время основания государства Канада, около 1860 года.

## Публикации
- Fairy Tales, 1885
- Among the Millet, and Other Poems, 1888
- Lyrics of Earth, 1895
- Alcyone, 1899
- Essays and Reviews, 1880–96